# Nabaluia clemensii
Nabaluia clemensii är en orkidéart som beskrevs av Oakes Ames. Nabaluia clemensii ingår i släktet Nabaluia och familjen orkidéer. Inga underarter finns listade i Catalogue of Life.